# Kanton Givet
Givet is het noordelijkst gelegen kanton van het departement Ardennes, en daarmee ook van de regio Grand Est. De hoofdplaats van het kanton is de aan de Maas gelegen gelijknamige plaats Givet.
Het kanton valt onder het arrondissement Charleville-Mézières en het is bij de kantonnale herindeling van het departement Ardennes van 22 maart 2015 als een van de weinige kantons ongewijzigd gebleven.

## Gemeenten
Het kanton Givet omvat de volgende gemeenten:
- Aubrives
- Charnois
- Chooz
- Foisches
- Fromelennes
- Givet (hoofdplaats)
- Ham-sur-Meuse
- Hierges
- Landrichamps
- Rancennes
- Vireux-Molhain
- Vireux-Wallerand